# Mesua paludosa
Mesua paludosa är en tvåhjärtbladig växtart som först beskrevs av André Joseph Guillaume Henri Kostermans, och fick sitt nu gällande namn av André Joseph Guillaume Henri Kostermans. Mesua paludosa ingår i släktet Mesua och familjen Calophyllaceae. Inga underarter finns listade i Catalogue of Life.